# Голуб (име)

Голуб је мушко и врло ретко женско име, чије је порекло веома старо. Претпоставља се да је настало још у словенској прапостојбини на Волги. Назив птице је узет за лично име, које тако симболише нежност и верност.

## Популарност
У Хрватској је ово име било популарно тек у неколико година 20. века, од педесетих до почетка осамдесетих, да би након тога постало веома ретко. 